# Cross (studio)
Cross (クロス, Kurosu) sont des studios japonais spécialisés dans la production de films pornographiques et établis au jardin Ebisu, place de la Tour à Tokyo.

## Informations sur la société
Cross est créée par deux réalisateurs Matsushima Cross (松嶋クロス) et Innjean Koga (インジャン古河) à la fin de l'année 2005. L'événement est annoncé lors d'une conférence de presse le 19 octobre 2005, tenue dans un club situé dans le quartier Shinjuku de Tokyo,.
Cross était auparavant réalisateur pour les studios de films pornographiques Kuki, Max-A and Try-Heart Corporation, alors que Koga réalisait des films pour V&R Planning.
Les premières vidéos élaborées par ce studio sont mises sur le marché le 19 novembre 2005 sous les numéros CRPD-001 à CRPD-010. Elles sont interprétées par Ann Nanba et Riko Tachibana, entre autres actrices du genre. 
Matsushima Cross annonce son départ de l'industrie du X et quitte la société en juin 2007.
De 2005, date de la création de la société, jusqu'en 2011, la société réalise et commercialise 420 à 450 vidéos originales et compilations confondues, soit une moyenne de 6 à 7 vidéos par mois. Les compilations de Cross, réalisées à partir de scènes extraites de vidéos originales antérieures lui appartenant, ont en commun un numéro d'identification précédé du nom "CRAD-"(...), dont la première, "CRAD-048", paraît en octobre 2011,,. Cross distribue ses vidéos sur Internet via le site DMM de Hokuto Corporation. Yamada Kensuke (山田 健介) figure en tant que directeur d'exploitation des studios.

## Réalisateurs
Mis à part Matsushima Cross, d'autres réalisateurs ont également réalisé des vidéos pour le compte de Cross. Dragon Nishikawa, le plus connu d'entre eux, a réalisé plus de 200 vidéos soit près de la moitié de la production totale de la firme.
| - Zack Arai (ザック荒井), - Captain Ehara (キャプテン江原), - Kikurin (菊淋), - Innjean Koga (インジャン古河), - Dragon Nishikawa (ドラゴン西川), - Pinky Osanai (ピンキー小山内), |  | - Sakura Sakurada (桜田さくら), - Tiger Sakei (タイガー小堺), - Tatsuhito Suzuki (鈴木達仁), - Tomoyasu Takei (武井寅泰), - Shinosuke Takinogawa (滝野川進之助). |

## Actrices
Parmi les idoles du film pornographique les plus connues qui ont travaillé pour Cross, la plus célèbre est sans conteste Sakura Sakurada qui interprète 29 vidéos de ces studios. Sakurada apparaît pour la première fois dans Invincibility Molester mis sur le marché au mois de mars 2006 et poursuit sa coopération avec les studios jusqu'à la fin de 2010. Elle y fait également ses premiers pas de réalisatrice avec The Maniac Lesbians' Filming Party paru en mars 2008. Elle réalise en août 2008 un second film pour Cross intitulé Big Bust New Faces Lesbian Interview.
Citons encore:
| - Hotaru Akane, - Chihiro Hara, - Hikari Hino, - Milk Ichigo, - MEW, |  | - Miki Mizuasa, - Ayano Murasaki, - An Nanba, - Riko Tachibana, - Maki Tomoda. |

## Concours AV Open
Cross concourt à l'AV Open de 2007 pour le prix du meilleur réalisateur qu'il remporte avec Anal Splash Thick Lesbian United! (肛門潮吹き極太合体レズビアン) de Captain Ehara avec les actrices Chihiro Hara, Hotaru Akane et Sakura Sakurada. Présenté au concours sous le numéro d'identification OPEN-0755, la référence de mise sur le marché est CRPD-209. Ce film est également honoré du prix du président honoraire Lily Franky lors de ce même concours,.
Cross a également concouru à l'AV Grand Prix qui a succédé à l'AV Open :
- avec en 2008 Boy Fresh Face Cock Coastline Story (少年ロリータおちんぽ海岸物語), AVGL-013, du réalisateur Dragon Nishikawa avec les actrices Yu Aine, Hikaru Hozuki & Hina Morino[17],[18] ;
- puis en 2009 The Secret Bad Company - Anal Transformation Horror Ranger (悪の秘密ケツ社一ノ屁のぞみ対肛門変態ホラレンジャー), AVGL-122, du réalisateur Dragon Nishikawa avec les actrices Nozomi Ichinohe, Yuuka Tsubasa, Azusa Itoh, Karen Ichinose, Ryo Harunaga, Shiho Mizusaki, Aika & Miyuki Majima[19],[20].

## Campakex
Campakex est un groupe de rock « indépendant » lancé par Matsushima Cross et Innjean Koga en 2004. Le groupe enregistre le CD Level of Campakex pour Komatsu Records le 9 juin 2006 et Dear Call Girl le 11 juillet 2007 pour la même société. Ils se produisent également à l'Erotic Rock Festival de mai 2007 dans le quartier de Shibuya à Tokyo en présence de plusieurs actrices. Le groupe est dissous au mois de juin 2007.